# Brunoro della Scala
Brunoro della Scala fou senyor de Verona al morir el seu pare Guillem della Scala el 28 d'abril de 1404, juntament amb son germà Antoni II della Scala. Al triomfar Francesco da Carrara, senyor de Pàdua, va marxar a l'exili i es va establir a la cort imperial a Viena on es va convertir en favorit de l'emperador Segimon I del Sacre Imperi Romanogermànic que el va nomenar vicari imperial el 22 de desembre de 1412, i després el 1431 i el 1434. També va rebre el comtat de Heiligenberg i es feia dir "príncep de Verona". Es va casar amb Matilde von Frauenberg. Va morir a Viena el 21 de novembre de 1437 sense fills.